# Fukutsu
Fukutsu (福津市; -shi) é uma cidade japonesa localizada na prefeitura de Fukuoka.
Em 1 de Fevereiro de 2005 a cidade tinha uma população estimada em 56,500 habitantes e uma densidade populacional de 1 072 h/km². Tem uma área total de 52,71 km².
Recebeu o estatuto de cidade a 24 de Janeiro de 2005 em resultado da fusão das antigas vilas de Fukuma e Tsuyazaki do distrito de Munakata.